# Air Madagascar
Air Madagascar (mã IATA = MD, mã ICAO = MDG) là hãng hàng không quốc gia của Madagascar, trụ sở ở Antananarivo. Hãng có các tuyến đường quốc nội và quốc tế. Hãng có căn cứ chính ở Sân bay Ivato, Antananarivo.
Vào tháng 10 năm 2021, Air Madagascar, được đặt dưới quyền tiếp nhận, sẽ hợp nhất với công ty con Tsaradia để khởi động lại và trở thành Hãng hàng không Madagascar.

## Lịch sử
Air Madagascar được thành lập ngày 1.1.1962 và bắt đầu hoạt động từ 14.10.1962 với tên ban đầu là "Madair" do chính phủ Cộng hòa Malagasy thời đó và hãng Air France sở hữu. Năm 1963 hãng đổi tên thành Air Madagascar. Trong thập niên 1980 và 1990 hãng có 1 máy bay Boeing 747. Sau các khó khăn nghiêm trọng từ năm 2000 tới 2002, hãng tổ chức lại với sự trợ giúp, cố vấn của Lufthansa. Hãng hiện do chính phủ Madagascar nắm 90.6% vốn, Société Nationale de Participation SONAPAR 4.85%, Air France 3.17%, Assurances Ny Havana 0.62% và các nhân viên 0.77%. Air Madagascar có 1380 nhân viên (tháng 3/2007).
Vào tháng 10 năm 2021, Air Madagascar, được đặt dưới quyền tiếp nhận, sẽ hợp nhất với công ty con Tsaradia để khởi động lại và trở thành Hãng hàng không Madagascar.

## Các nơi đến
(Tháng 4/2007):
- Madagascar:

- Ambatomainty
- Ankavandra
- Antalaha
- Antananarivo
- Antsalova
- Antsiranana
- Antsohihy
- Belo
- Besalampy
- Farafangana
- Fianarantsoa
- Maintirano
- Majunga
- Manakara
- Mananjary
- Mandritsara
- Manja
- Maroantsetra
- Morafenobe
- Morombe
- Morondava
- Nosy Be
- Sainte Marie
- Sambava
- Soalala
- Tamatave
- Tambohorano
- Tôlanaro
- Toliara
- Tsaratanana
- Tsiroanomandidy

- Comoros

- Moroni

- Kenya

- Nairobi

- Mauritius
- Mayotte

- Dzaoudzi

- Nam Phi

- Johannesburg

- Pháp

- Marseille
- Paris

- Réunion

- Saint-Denis
- Saint-Pierre

- Thái Lan

- Bangkok

- Ý

- Milano

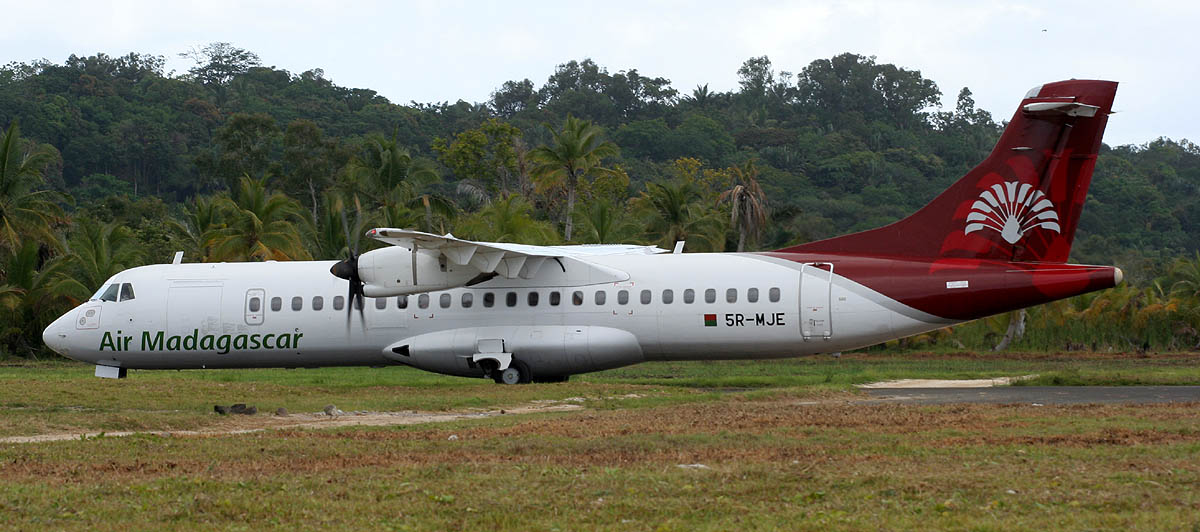
Máy bay ATR-72-500 (5R-MJE) của Air Madagascar ở Sainte-Marie.

Hiện hãng đang dự tính đổi tuyến đường Bangkok sang Singapore và tuyến Marseille sang Geneva. Tuyến đường Saint-Denis (Réunion) cũng đang được xem xét lại.

## Đội máy bay

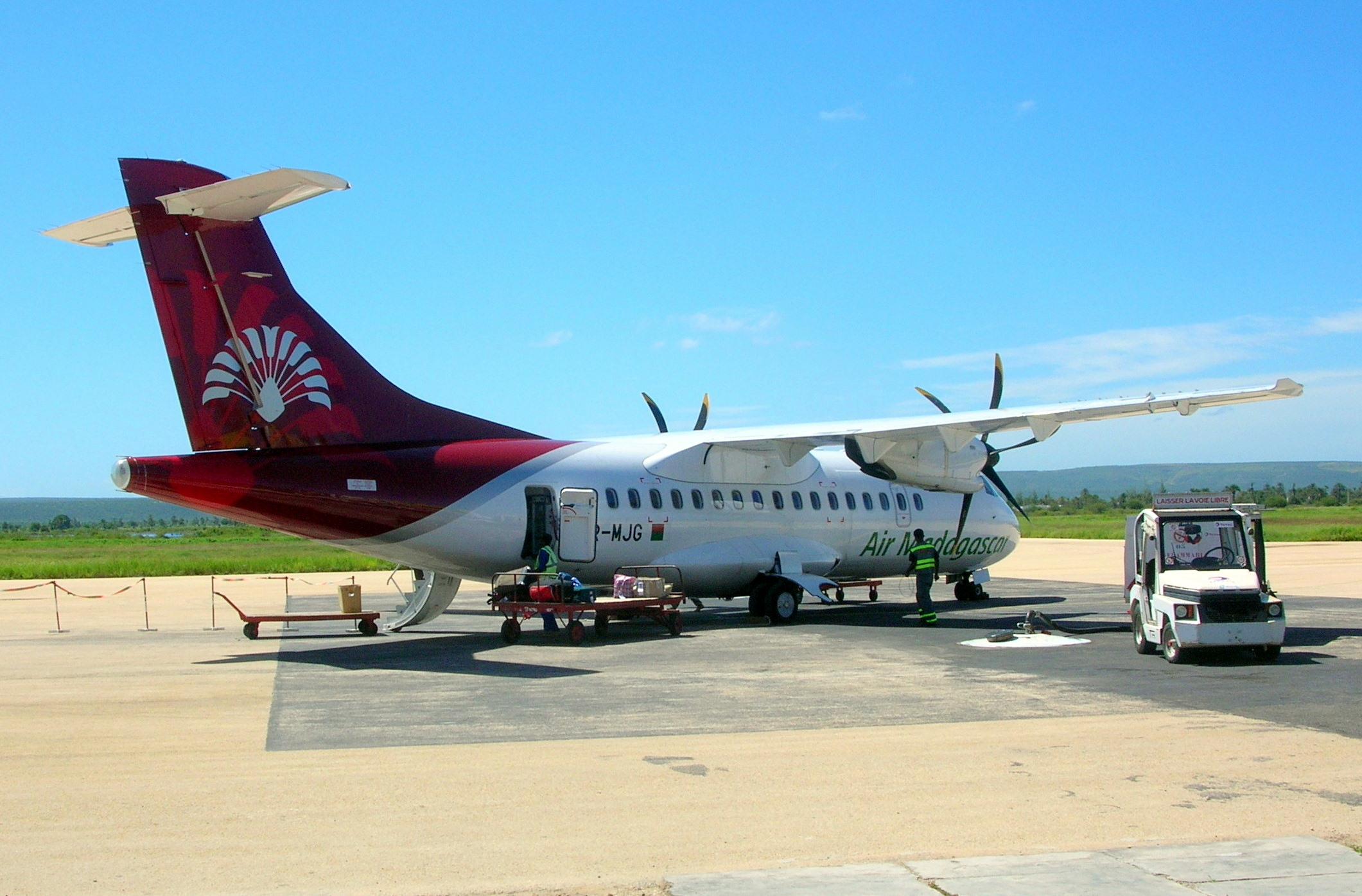
Máy bay ATR 42-500 của Air Madagascar ở Sân bay Toliara.

(Tháng 3/2007) :

## Đội máy bay ngưng hoạt động
- 2 Boeing 737-200 (tháng 7/2005)
- 1 Hawker Siddeley 748
- 1 Boeing 747-200BM